# Middelzee

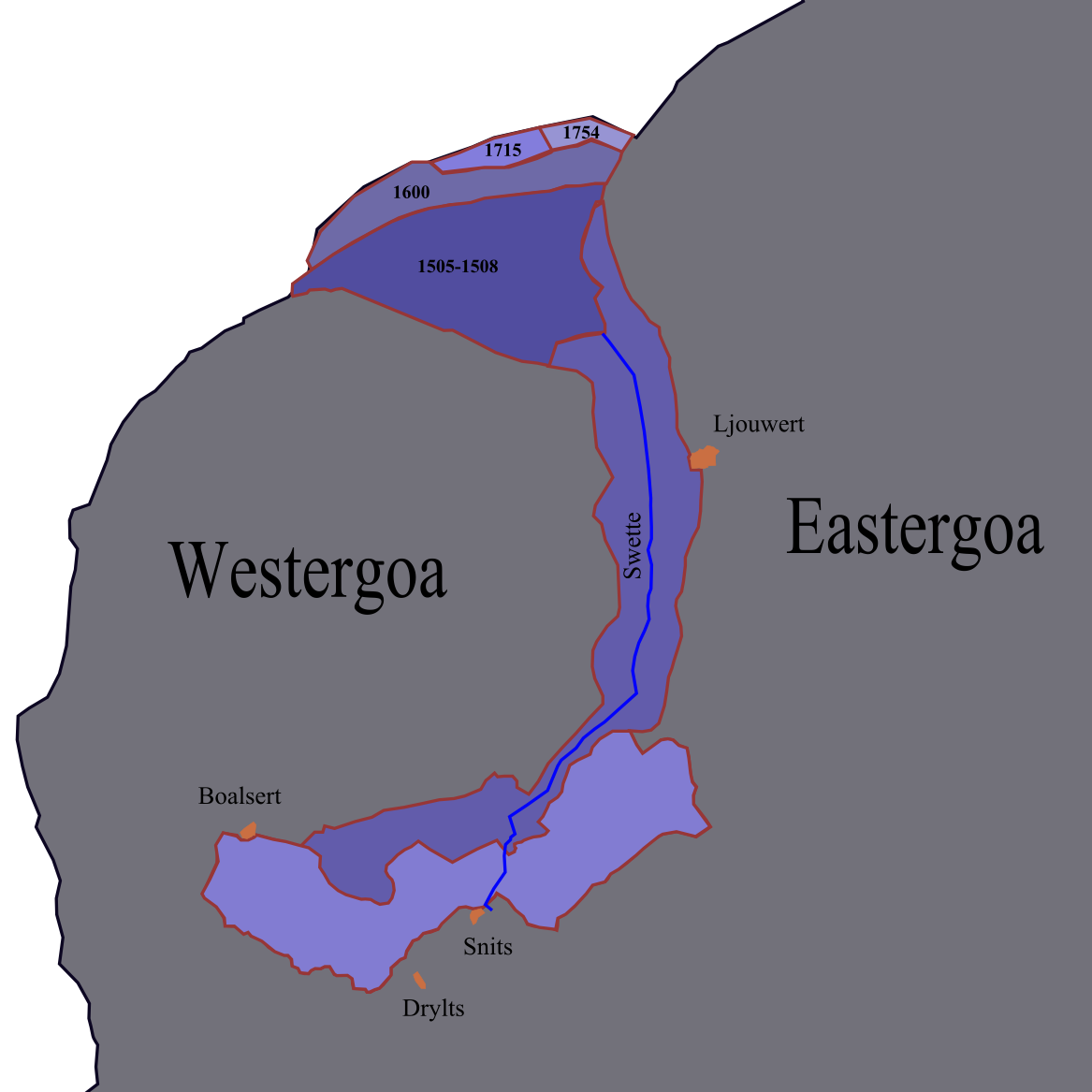
Mappa del Middelzee

Il Middelzee (in frisone: Middelsee; letteralmente: "mare centrale"), conosciuto anche come Boorndiep, era un'insenatura del mare del Nord, che nel Medioevo divideva in due la provincia olandese della Frisia.

## Geografia
Il Middelzee si estendeva tra le antiche regioni di Westergo, ad ovest, e di Ostergo, ad est. , a nord di Bolsward e Sneek.
Lungo la sponda centro-orientale, si trovava la città di Leeuwarden.

## Storia
Nel 1000 a.C., nel luogo in cui si sarebbe in seguito formato il Middelzee, vi era l'estuario del fiume Boorne.
Il Middelzee si formò quindi nel III secolo d.C.
Nel corso del V secolo, il Middelzee era unito all'insenatura De Marne: all'epoca, l'antica regione frisone di Westergo era così un'isola .
Nei secoli successivi il Middelzee divenne semplicemente un prolungamento del fiume Boorne.